# 바둑 격언
바둑 격언 또는 바둑 속담은 바둑에 관한 교훈을 담은 말이다.
- 빵따냄 30집.
- 적의 급소는 나의 급소.
- 축을 모르고는 바둑을 두지 말라.
- 한 칸 뜀에 악수 없다.
- 대궁소궁 불상전
- 붙히면 젖히고 젖히면 뻗어라.
- 적을 공격하기 전에 나의 약점을 보강하라.
- 좌우동형은 중앙이 급소.

## 같이 보기
- 바둑 용어 목록한칸 뜀에 악수 없다